# Calçados Beira-Rio
A Calçados Beira Rio S.A. é uma empresa brasileira de calçados femininos.
Fundada em 1975, na cidade de Igrejinha, a empresa atualmente possui sua matriz administrativa instalada em Novo Hamburgo, no Rio Grande do Sul, e filiais produtivas em Igrejinha, Roca Sales, Sapiranga, Osório, Mato Leitão, Santa Clara, Novo Hamburgo, Teutônia e Candelária. A empresa é uma das maiores fabricantes de calçados do Brasil, sendo que emprega mais de 10 mil pessoas e seus produtos estão presente em mais de 80 países.
Em 2009 recebeu o prêmio “Maiores & Melhores” da Revista Exame,  na categoria que reúne empresas do setor têxtil e calçadista do Brasil, tendo sido anteriormente eleita também nos anos de 1997, 1998, 1999, 2017, 2018, 2019.
A empresa é proprietária das marcas Beira Rio, Moleca, Modare, Vizzano, Molekinho e Molekinha e Actvitta, sua mais nova marca de calçados esportivos femininos .